# Чемпионат мира по настольному теннису 2013
Чемпионат мира по настольному теннису 2013 года проходил с 13 по 20 мая 2013 года в Дворце спорта Берси в Париже (Франция). В чемпионате участвовало 463 спортсмена и 360 спортсменок из 130 стран. В ходе чемпионата было разыграно пять комплектов медалей: в мужском и женском одиночных разрядах, в мужском и женском парных разрядах, а также в миксте.

## Итоги
Сборная Китая уверенно победила в общекомандном зачёте, завоевав 14 медалей из 20 — три золотые, четыре серебряные и семь бронзовых. Второе место поделили команды КНДР и Тайваня (по 1-0-0), четвёртое — у южнокорейцев (0-1-0). Впервые с 2003 года на личных чемпионатах мира китайцы взяли не все золотые медали, однако вновь выиграли все медали в олимпийских дисциплинах — две золотые, две серебряные и четыре бронзовые.
52-й чемпионат мира стал худшим с 1993 года для китайской школы настольного тенниса. В финале мужского парного разряда представители Тайваня Чэн Чиэнь-Ань и Чуан Чи-Янь в шести партиях переиграли китайскую пару Хао Шуай и Ма Линь. Китайские пары не оставались без золота чемпионата мира с 1991 года, а спортсмены из Тайваня впервые в истории этих соревнований стали чемпионами мира. Также представители КНР не сумели выйти в финал микста, в котором медали разыгрывали представители Северной и Южной Кореи.
Чемпион мира 2011 года и олимпийский чемпион Лондона-2012 в мужском одиночном разряде китаец Чжан Цзикэ на этом чемпионате отстоял звание сильнейшего теннисиста мира. В финале Чжан Цзикэ в шести партиях переиграл своего соотечественника, победителя ЧМ-2009 Ван Хао. Эти соперники встречались в финалах ЧМ-2011 и Олимпиады-2012 — и тогда также сильнее был Чжан Цзикэ.
Для китаянки Ли Сяося этот чемпионат стал триумфальным: Ли Сяося завоевала два золота чемпионата. Ли Сяося, являющаяся обладательницей золотой медали Олимпиады-2012, впервые в карьере выиграла мировое первенство в одиночном разряде, а также в паре с Го Юэ стала первой в парном разряде. Пара Ли Сяося / Го Юэ становятся чемпионками мира в третий раз подряд.
Европейские теннисисты не сумели выйти в полуфинал ни в одном из пяти разрядов.
Лучший результат россиян — выход в 1/8 финала пары Алексей Ливенцов / Михаил Пайков и 1/16 финала Алексея Смирнова в мужском одиночном разряде.

### Медальная таблица
| Место | Страна           | Золото | Серебро | Бронза | Всего |
| ----- | ---------------- | ------ | ------- | ------ | ----- |
| 1     | Китай            | 3      | 4       | 7      | 14    |
| 2     | Китайский Тайбэй | 1      | 0       | 0      | 1     |
| 2     | КНДР             | 1      | 0       | 0      | 1     |
| 4     | Республика Корея | 0      | 1       | 0      | 1     |
| 5     | Гонконг          | 0      | 0       | 1      | 1     |
| 5     | Япония           | 0      | 0       | 1      | 1     |
| 5     | Сингапур         | 0      | 0       | 1      | 1     |
| Всего | Всего            | 5      | 5       | 10     | 20    |

### Медалисты

#### Мужчины
| Разряд           | Золото                    | Серебро          | Бронза                       |
| ---------------- | ------------------------- | ---------------- | ---------------------------- |
| Одиночный разряд | Чжан Цзикэ                | Ван Хао          | Сюй Синь                     |
| Одиночный разряд | Чжан Цзикэ                | Ван Хао          | Ма Лун                       |
| Парный разряд    | Чэн Чиэнь-Ань Чуан Чи-Янь | Хао Шуай Ма Линь | Сэйя Кисикава Дзюн Мидзутани |
| Парный разряд    | Чэн Чиэнь-Ань Чуан Чи-Янь | Хао Шуай Ма Линь | Ван Лицинь Чжоу Юй           |

#### Женщины
| Разряд           | Золото         | Серебро           | Бронза                |
| ---------------- | -------------- | ----------------- | --------------------- |
| Одиночный разряд | Ли Сяося       | Лю Шивэнь         | Дин Нин               |
| Одиночный разряд | Ли Сяося       | Лю Шивэнь         | Чжу Юйлин             |
| Парный разряд    | Ли Сяося Го Юэ | Дин Нин Лю Шивэнь | Фэн Тяньвэй Юй Мэнъюй |
| Парный разряд    | Ли Сяося Го Юэ | Дин Нин Лю Шивэнь | Чэнь Мэн Чжу Юйлин    |

#### Смешанный разряд
| Разряд | Золото              | Серебро              | Бронза                  |
| ------ | ------------------- | -------------------- | ----------------------- |
| Микст  | Ким Хьок Бон Ким Ен | Ли Сан Су Пак Юн Сук | Ван Лицинь Жао Цзинвэнь |
| Микст  | Ким Хьок Бон Ким Ен | Ли Сан Су Пак Юн Сук | Чун Юк Цзян Хуацзюнь    |

## Российские спортсмены на 52-м чемпионате мира
За сборную России на чемпионате мира в Париже в одиночном разряде выступало пять мужчин и пять женщин, в парном разряде сыграли три мужские и две женские пары, в миксте играло три смешанные пары (список спортсменов см. ниже). Главный тренер российской сборной Игорь Подносов так определял задачи, стоящие перед спортсменами сборной:

На чемпионат мира мы особых задач не ставим. Ребята просто должны отыграть как можно лучше. Личный чемпионат мира — самое сложное соревнование, потому что среди участников по 10 китайцев, корейцев, японцев. Конкуренция запредельная, и пройти четыре-пять туров без поражения очень сложно. У России давно не было значимых результатов на чемпионатах мира. Тем не менее, нашим лучшим игрокам Алексею Смирнову и Кириллу Скачкову поставлена задача войти в 16 лучших.
Лучший результат — место в 1/8 финала — показала пара Алексей Ливенцов и Михаил Пайков. В 1/32 финала Ливенцов и Пайков во встрече против египтян Ассаров — Омара и Халида, проигрывая по ходу игры 0:3 по сетам, они смогли отыграть матчбол и сломать своих соперников в седьмом сете. В 1/8 финала они проиграли китайской паре Ван Лицинь и Чжоу Ю со счётом 0:4.
Лучший результат среди российских мужчин, выступавших в одиночном разряде, показал Алексей Смирнов, уступивший японцу Сейя Кисикава со счётом 2:4 в 1/16 финала.
Все российские спортсменки, выступавшие в одиночном разряде, смогли попасть в первый круг финальной сетки соревнований, однако в следующий раунд смогла пройти только Полина Михайлова, проигравшая затем во втором круге румынке Даниэле Додеан со счётом 3:4.
В парном женском разряде лучший результат показала пара Мария Долгих / Полина Михайлова, которые уступили во втором круге чемпионата паре из Гонконга Цзянь Хуацзюнь / Ли Хо Чин со счётом 1:4.
Все три российских смешанных пары уступили в играх 1/32 финала.
Выступление российской команды главный тренер сборной России Игорь Подносов прокомментировал следующим образом:

Как и любой другой чемпионат мира, этот закончился полным триумфом китайских спортсменов. Наши результаты гораздо скромнее. Женщины играли неплохо, но в 64 лучших смогла пройти только Полина Михайлова, остальные во второй тур не пробились. Мы ждали, что Яна Носкова после участия на Олимпийских играх в Лондоне будет играть на равных хотя бы с европейскими спортсменками, но что-то не получилось, и она проиграла уже в первом раунде. Мужчины выглядели чуть лучше, продемонстрировали хорошую подготовку и проигрывали только тем, кто находится заметно выше их в мировом рейтинге…. Мужская команда выступила удовлетворительно. Занятые места дают основания надеяться на хорошее выступление на чемпионате Европы, который состоится в октябре. Про женщин такого сказать нельзя.

На заседании Исполнительного комитета Федерации настольного тенниса России, проводившегося 28 мая 2013 года, выступление сборных мужской и женской команд на Чемпионате мира было признано неудовлетворительным.
| Имя                                   | Номер посева             | Занятое место            |
| Мужской одиночный разряд              | Мужской одиночный разряд | Мужской одиночный разряд |
| ------------------------------------- | ------------------------ | ------------------------ |
| Смирнов Алексей                       | 42                       | 17 - 32                  |
| Скачков Кирилл                        | 36                       | 33 - 64                  |
| Пайков Михаил                         |                          | 33 - 64                  |
| Буров Вячеслав                        |                          | 65 - 128                 |
| Власов Григорий                       |                          | 65 - 128                 |
| Мужской парный разряд                 |                          |                          |
| Алексей Ливенцов / Пайков Михаил      | 16                       | 9 - 16                   |
| Шибаев Александр / Скачков Кирилл     | 12                       | 17 - 32                  |
| Буров Вячеслав / Смирнов Алексей      |                          | 33 - 64                  |
| Женский одиночный разряд              |                          |                          |
| Михайлова Полина                      | 63                       | 33 - 64                  |
| Носкова Яна                           | 50                       | 65 - 128                 |
| Трошнева Елена                        |                          | 65 - 128                 |
| Долгих Мария                          |                          | 65 - 128                 |
| Савельева Антонина                    |                          | 65 - 128                 |
| Женский парный разряд                 |                          |                          |
| Долгих Мария / Михайлова Полина       | 35                       | 17 - 32                  |
| Баранова Ольга / Носкова Яна          | 38                       | 33 - 64                  |
| Микст                                 |                          |                          |
| Шибаев Александр / Трошнева Елена     | 29                       | 33 - 64                  |
| Пайков Михаил / Носкова Яна           | 37                       | 33 - 64                  |
| Ливенцов Алексей / Савельева Антонина | 58                       | 33 - 64                  |